# کادانک
کادانک یک منطقهٔ مسکونی در افغانستان است که در ولایت فراه واقع شده‌است.